# Рабочее название
Рабочее название или предварительное название — временное название продукта или проекта, используемое во время его разработки, как правило в кинопроизводстве, на телевидении, при разработке видеоигр или сочинении романов или музыкальных альбомов.

## Использование
В основном рабочие названия используются по двум причинам: во-первых, когда официальное название еще не определено, при этом рабочее название используется исключительно в целях идентификации проекта, во-вторых, оно может
использоваться в качестве уловки, чтобы намеренно скрыть истинный характер проекта.
Примеры первого включают фильм «Крепкий орешек 3: Возмездие», который снимался под названием «Крепкий орешек: Нью-Йорк», и фильмы о Джеймсе Бонде, которые обычно выпускаются под числовыми названиями, такими как «Бонд 22», до тех пор, пока не будет объявлено официальное название.
Ярким примером является диснеевский мультфильм «Похождения императора», рабочее название которого было «Королевство Солнца», с альтернативной сюжетной линией.
Примерами второго типа являются фильмы: «Мир юрского периода», имевший рабочее название Ebb Tide, «Возвращение джедая» называвшийся Blue Harvest, «Звёздный путь» фигурировавший как Corporate Headquarters. Фильмы о Бэтмене, «Бэтмен возвращается», «Бэтмен навсегда», «Бэтмен: Начало», «Тёмный рыцарь» и «Тёмный рыцарь: Возрождение легенды» имели рабочие названия «Блинко», «Диктел», «Игра в запугивание», «Первый поцелуй Рори» и «Магнус Рекс» соответственно.
Rock Band Network, платформа для загружаемого контента музыкальной видеоигры Rock Band, разрабатывалась под кодовым названием Rock Band: Nickelback.
В некоторых случаях рабочее название может стать официальным, как в случае с фильмами «Монстро», «Проект X: Дорвались», «Классный мюзикл» и «Змеиный полёт» (по настоянию исполнителя главной роли Сэмюэля Л. Джексона), который пошутил, что согласился на роль только чтобы продавить рабочее название, после того как узнал, что после выхода оно будет изменено на Pacific Air Flight 121), телешоу «Проект Минди» и «Шоу Кливленда», а также видеоиграми Quake II, Spore, Silent Hill: Origins и Epic Mickey.
В проектах в кинематографической вселенной Marvel активно используются рабочие названия.

## Название-уловка
Название-уловка — это практика, при которой блокбастеру или телесериалу присваивается поддельное рабочее название, чтобы сохранить его производство в секрете и предотвратить взвинчивание цен поставщиками, потенциальные кражи и
нежелательное внимание. При этом, на наружных вывесках, видеокассетах и этикетках DVD будет использоваться уже окончательное название фильма. Известные примеры названий-уловок, включают Blue Harvest (фильм «Звёздные войны. Эпизод VI: Возвращение джедая»), How the Solar System Was Won (фильм «Космическая одиссея 2001 года»), Planet Ice (фильм «Титаник»), Greenbrier (фильм «Путь: Во все тяжкие. Фильм») и Red Gun (сериал «Дом Дракона»).